# Pervomajskij rajon (Oblast' di Jaroslavl')
Il Pervomaiskij rajon (in russo Первомайский район?) è un rajon dell'Oblast' di Jaroslavl', nella Russia europea; il capoluogo è Prečistoe. Ricopre una superficie di 2.270 chilometri quadrati.